# George Arrendell
George Arrendell (Antwerpen, 22 oktober 1968) is een Belgische acteur en vooral bekend als Jimmy N'Tongo uit VTM-serie Zone Stad. Arrendell acteerde ook reeds bij buitenlandse producties.

## Privé
Arrendell is gehuwd met Gina Brondeel (Geena van X-Session). George is de broer van Vincent (Vinni) Arrendell, die in 2007 de winnaar was van Expeditie Robinson 'de 100'.